# Port lotniczy Yacuiba
Port lotniczy Yacuíba – port lotniczy zlokalizowany w boliwijskim mieście Yacuíba.